# Nieulle-sur-Seudre
Nieulle-sur-Seudre è un comune francese di 1 082 abitanti situato nel dipartimento della Charente Marittima nella regione della Nuova Aquitania.
Come si evince dal nome, il territorio comunale è bagnato dal fiume Seudre: esso si trova infatti sulla riva destra del suo estuario.

## Società

### Evoluzione demografica
Abitanti censiti